# Sociedad Española de Estudios Clásicos
Sociedad Española de Estudios Clásicos (SEEC) es una entidad fundada en 1954, sin ánimo de lucro, que tiene como fin la promoción y difusión de los estudios clásicos en todos los aspectos, la colaboración con las instituciones nacionales y extranjeras que cultiven o fomenten estos mismos estudios y la defensa de sus legítimos intereses científicos y culturales. Desde sus primeros años, la SEEC tiene lazos con los departamentos de Filología Clásica de varias universidades en España así como con institutos de secundaria y bachillerato, con el fin de promover el estudio del latín, del griego y de la cultura clásica en estos ámbitos, así como la colaboración entre centros.

## Historia
La primera Asamblea de la Sociedad Española de Estudios Clásicos se celebró el 9 de enero de 1954, en el edificio del Consejo Superior de Investigaciones Científicas de la calle Duque de Medinaceli de Madrid. Había sido organizada por una comisión de la que fue Presidente Manuel Fernández-Galiano y Secretario Francisco Rodríguez Adrados. 
La primera Junta Directiva de la S.E.E.C. (1954-1955) estuvo compuesta por Antonio García y Bellido (Presidente), José Vallejo y Antonio Tovar Llorente (Vicepresidentes), Francisco Rodríguez Adrados (Secretario), Juan Zaragoza Botella (Vicesecretario), Eugenio Hernández Vista (Tesorero), e Ignacio Errandonea, Constantino Láscaris, Pedro Pericay Ferriol, Manuel Fernández-Galiano y Antonio Magariños (Vocales). Con posterioridad, han sido Presidentes de la SEEC Antonio Tovar Llorente, José Vives Gatell, Manuel Fernández Galiano, Martín Sánchez Ruipérez, Lisardo Rubio Fernández, Francisco Rodríguez Adrados, Manuel Cecilio Díaz y Díaz, José Alsina Clota, José Sánchez Lasso de la Vega, Sebastián Mariner Bigorra, Luis Gil Fernández, Alberto Díaz Tejera, Antonio Fontán Pérez, Antonio Alvar Ezquerra, Jaime Siles Ruiz, Jesús de la Villa Polo y, desde diciembre de 2023, Eugenio R. Luján Martínez. 
La Sociedad Española de Estudios Clásicos es, desde 2005, una asociación constituida en Madrid al amparo de la Ley Orgánica 1/2002, de 22 de marzo, y normas complementarias, con personalidad jurídica y plena capacidad de obrar, careciendo de ánimo de lucro. Es miembro de la Fédération Internationale des Associations d´Études Classiques (F.I.E.C.).  Tras haber tenido su sede primero en locales cedidos por el Consejo Superior de Investigaciones Científicas (calles de Duque de Medinaceli, Vitrubio y Hortaleza), la S.E.E.C. se ubica en la actualidad en la calle de Serrano, 107.
Su número de socios ha oscilado, a lo largo de su historia, entre 250 y casi 5.000 en el año 2005, con cerca de 3.000 en 2025.

## Secciones Territoriales y Federaciones
La Sociedad Española de Estudios Clásicos cuenta con veintitrés secciones: Aragón, Asturias, Baleares, Cádiz, Canarias, Cantabria, Castilla-La Mancha, Cataluña, Córdoba, Extremadura, Galicia, Almería-Granada-Jaén, La Rioja, León, Madrid, Málaga, Murcia, Navarra, País Vasco, Salamanca, Sevilla-Huelva, Com. Valenciana y Valladolid, y una federación: la Federación Andaluza de Estudios Clásicos.

## Órganos de representación
La Sociedad de Estudios Clásicos está gestionada y representada por una Junta Directiva de la que forman parte un Presidente, dos Vicepresidentes, un Secretario, un Vicesecretario, un Tesorero, dos vocales, los Presidentes de las Secciones y el último expresidente. Todos los cargos son gratuitos y la duración de su mandato  es, de acuerdo con los estatutos y el reglamento aprobados en 2018, de cuatro años.

## La Asamblea General
La Asamblea General es el órgano supremo de gobierno de la Sociedad de Estudios Clásicos. La integran todos sus socios y se reúne al menos una vez al año.

## Actividades
La Sociedad de Estudios Clásicos organiza actividades científicas y didácticas (congresos y simposios), publica libros y revistas, organiza viajes de estudios por España y el extranjero, convoca concursos y otorga premios de distintos tipos. También ha desarrollado una importante labor ante el Ministerio de Educación y las comunidades autónomas para la defensa de las lenguas clásicas en España en las sucesivas reformas de las enseñanzas medias y universitarias, contando con una Comisión de Secundaria. Forma parte de la Plataforma Escuela con Clásicos, de la que es portavoz, y de Euroclassica.

## Publicaciones
- Actas de Congresos
- Sello editorial
- Estudios Clásicos
- Anejos de Estudios Clásicos
- Iris